# Microsebacina fugacissima
Microsebacina fugacissima är en svampart som först beskrevs av Bourdot & Galzin, och fick sitt nu gällande namn av P. Roberts 1993. Microsebacina fugacissima ingår i släktet Microsebacina, ordningen Auriculariales, klassen Agaricomycetes, divisionen basidiesvampar och riket svampar.   Inga underarter finns listade i Catalogue of Life.